# Championnats du monde de tennis de table 1973
Navigation
Édition précédente Édition suivante
Les championnats du monde de tennis de table 1973, trente-deuxième édition des championnats du monde de tennis de table, ont lieu du 5 au 15 avril 1973 à Sarajevo, en Yougoslavie.
Le titre messieurs est remporté par le chinois Xi Enting, et le titre par équipe est remporté par la Suède.

## Résultats individuels et en doubles
| Épreuves         | Or                                | Argent                            | Bronze                               |
| ---------------- | --------------------------------- | --------------------------------- | ------------------------------------ |
| Simple messieurs | Xi Enting                         | Kjell Johansson                   | Dragutin Šurbek                      |
| Simple messieurs | Xi Enting                         | Kjell Johansson                   | Antun Stipančić                      |
| Simple dames     | Hu Yulan                          | Alice Grófová                     | Zhang Li                             |
| Simple dames     | Hu Yulan                          | Alice Grófová                     | Park Mi-ra                           |
| Double messieurs | Stellan Bengtsson Kjell Johansson | Tibor Klampár István Jónyer       | Jacques Secrétin Jean-Denis Constant |
| Double messieurs | Stellan Bengtsson Kjell Johansson | Tibor Klampár István Jónyer       | Dragutin Šurbek Antun Stipančić      |
| Double dames     | Maria Alexandru Miho Hamada       | Qiu Baoqin Lin Meiqun             | Tazuko Abe Tomie Edano               |
| Double dames     | Maria Alexandru Miho Hamada       | Qiu Baoqin Lin Meiqun             | Jill Hammersley Beatrix Kisházi      |
| Double mixte     | Liang Geliang Li Li               | Anatoli Strokatov Asta Gedraitite | Yu Changchun Zheng Huaiying          |
| Double mixte     | Liang Geliang Li Li               | Anatoli Strokatov Asta Gedraitite | Josef Dvořáček Alice Grófová         |

## Résultats par équipes
| Épreuves  | Or                                                                                            | Argent                                                                     | Bronze                                                                                  |
| --------- | --------------------------------------------------------------------------------------------- | -------------------------------------------------------------------------- | --------------------------------------------------------------------------------------- |
| Messieurs | Suède- Stellan Bengtsson - Kjell Johansson - Anders Johansson - Bo Persson - Ingemar Wikström | Chine- Xi Enting - Liang Geliang - Li Jingguang - Diao Wenyuan - Xu Shaofa | Japon- Mitsuru Kōno - Nobuhiko Hasegawa - Yujiro Imano - Tokio Tasaka - Norio Takashima |
| Dames     | Corée du Sud- Park Mi-ra - Kim Soon-ok - Lee Ailesa - Chung Hyun-sook                         | Chine- Hu Yulan - Zhang Li - Zheng Huaiying - Zheng Minzhi                 | Japon- Tomie Edano - Miho Hamada - Yukie Ohzeki - Sachiko Yokota                        |